# Henry Hardinge, Tử tước Hardinge thứ nhất
Henry Hardinge, Tử tước Hardinge thứ 1 (30 tháng 3 năm 1785 - 24 tháng 9 năm 1856) là một quý tộc, chính trị gia, quân nhân và nhà quản lý thuộc địa người Anh. Sau khi phục vụ trong Chiến tranh Bán đảo và Chiến dịch Waterloo, ông được bổ nhiệm vào ghế Bộ trưởng Chiến tranh trong Nội các của Công tước Wellington. Sau chuyến công du với tư cách là Chánh văn phòng Ireland vào năm 1830, ông được bổ nhiệm trở lại ghế Bộ trưởng Chiến tranh trong Nội các của Robert Peel. Từ năm 1844 đến 1848, ông được bổ nhiệm đến Ấn Độ thuộc Anh để giữ chức Toàn quyền Ấn Độ, điểm nhấn của nhiệm kỳ này chính là Chiến tranh Anh-Sikh lần thứ nhất. Trong Chiến tranh Krym ông là Tổng tư lệnh các lực lượng (Commander-in-Chief of the Forces).
Cháu trai ông là Charles Hardinge, Nam tước Hardinge thứ nhất của Penshurst cũng từng được bổ nhiệm làm Phó vương kiêm Toàn quyền Ấn Độ từ năm 1910 đến năm 1916.

## Tước vị
Nhìn vào những thành tích và địa vị trong sự nghiệp của Henry Hardinge, nhiều người sẽ nghĩ rằng ông có xuất thân từ một gia đình quý tộc danh giá ở nước Anh, nhưng trên thực tế thì ông chỉ là con trai của một Mục sư Anh giáo, không hề sở hữu bất kỳ một tước vị quý tộc nào, và ông đã đạt được danh vọng và các tước hiệu quý tộc từ vị trí của một quân nhân có cấp bậc thấp nhất với sự nỗ lực của bản thân để leo lên hàng Thống chế. Vì những cống hiến to lớn của ông, năm 1846, Victoria của Anh đã ban cho ông tước vị Tử tước Hardinge của Lahore và Kings Newton ở Hạt Derby. Tước vị này đã được truyền lại liên tục cho đến ngày nay, người đang kế thừa tước vị này chính là Thomas Henry de Montarville Hardinge, Tử tước thứ 8 của Hardinge (sinh năm 1993).

## Tham khoả
1. ↑  "No. 12833". The London Gazette. ngày 24 tháng 2 năm 1787. tr. 101.
2. ↑  "No. 15161". The London Gazette. ngày 20 tháng 7 năm 1799. tr. 730.